# Andrew Jackson
|  | Per a altres significats, vegeu «Andrew Jackson (desambiguació)». |

Andrew Jackson (Waxhaws, Carolina del Sud, 15 de març de 1767 - Nashville, Tennessee, 8 de juny de 1845) va ser el setè President dels Estats Units d'Amèrica. Fill d'immigrants irlandesos pobres, va participar en la guerra d'independència com a missatger. Ric terratinent que posseí centenars d'esclaus afro-americans durant la seva vida, fou conegut pel seu discurs demagògic i populista contra l'establiment, per la seva defensa de la Unió dels Estats i també per les seves guerres contra els natius americans i l'expulsió de les seves terres, que passaren a mans de petits grangers nord-americans. Aquests foren la seva base popular, oposats a les elits urbanes.
La seva cara figura als bitllets de 20 dòlars dels Estats Units.

## Biografia

### Joventut
Andrew Jackson era fill d'Andrew i Elizabeth Jackson, una família escocesa de l'Ulster,el 15 març 1767, aproximadament dos anys després d'emigrar de Carrickfergus. Tres setmanes després de la mort del seu pare, Andrew va néixer als voltants de Waxhaws, entre Carolina del Nord i Carolina del Sud. La ubicació exacta del seu naixement és discutible, Jackson va afirmar que va néixer en una cabana a la frontera de Carolina del Sud.
Va rebre una educació esporàdica a l'escola del poble. Durant la Guerra d'Independència, Jackson, a l'edat de 13 anys, es va incorporar al regiment local. Andrew i un dels seus dos germans, Robert Jackson, van ser fets presoners de guerra pels britànics i gairebé van morir de fam en captivitat. Quan l'Andrew es va negar a netejar les botes d'un oficial anglès, aquest li llança cops d'espasa, deixant-lo amb cicatrius a la mà esquerra i al cap, així com amb un gran odi cap als anglesos. Durant el seu empresonament, els dos germans agafen la verola. La seva mare obté el seu alliberament discutint sobre la seva edat, però Robert mor uns dies després. La seva mare va morir sis mesos després de còlera. Tota la família propera d'Andrew Jackson va morir per una causa relacionada amb la guerra, que va culpar als britànics. Va quedar orfe als 14 anys.
Jackson és l'últim president dels Estats Units que era veterà de la Guerra Revolucionària, i el segon que ha estat presoner de Guerra després de Washington.

### Tennessee
Tornant als seus estudis, després de l'expulsió dels anglesos, esdevé advocat a Salisbury a Carolina del Nord (1784), després fiscal general de districte a Nashville, Tennessee (1788). Jackson es va estrenar en el comandament militar, al capdavant d'unes quantes milícies, contra els amerindis que va empènyer lluny de les fronteres.
En ser admès Tennessee a la Unió, el jurisconsult Jackson va rebre l'encàrrec de redactar la Constitució del nou Estat. Representant de Tennessee al Congrés General (1796), senador l'any següent, dimití i tornà a casa seva.
Jutge de la Cort Suprema de l'Estat i comandant en cap de la milícia de Tennessee, conserva només aquest darrer títol (1799), i es dedica a l'agricultura. Posseïnt una de les majors plantacions de Tennessee amb centenars d'esclaus. A diferència de Thomas Jefferson i George Washington, Jackson mai va qüestionar la moral de l'esclavitud i en fou un ferm defensor.  Tretze anys més tard, van esclatar les hostilitats el 1812, entre els Estats Units i Anglaterra, fent de Jackson, antic magistrat, legislador i treballador, el primer home de Guerra de la Unió o, per utilitzar l'expressió emfàtica adoptada pels anglesos, el lleó d'Amèrica del Nord.

### Carrera militar

#### Native American Wars, cor de la Guerra de 1812

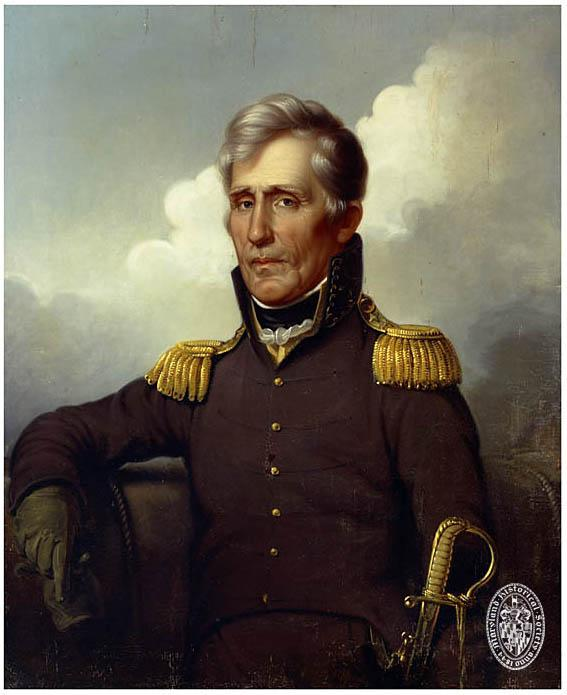
Andrew Jackson el 1819.

Jackson és conegut per la Guerra Creek i després la Primera Guerra Seminola que va obligar els nadius americans a emigrar a l'oest del Mississipi per permetre que els pioners s'instal·lessin. Al Sud, aquestes guerres es troben al centre de la Guerra de 1812 contra els britànics, acusats de fomentar-les (un pretext per a l'espoli dels amerindis, malgrat les promeses i compromisos del govern federal).
El seu amic Edward Livingston, exalcalde i advocat de Nova York, estava familiaritzat amb el dret marítim i els litigis posteriors a la Guerra Revolucionària. Va treballar en la Guerra de 1812, que va mantenir allunyades les tropes federals, permetent a Andrew Jackson reunir una milícia per lluitar contra els Creeks, i després annexionar les seves terres durant la febre d'Alabama.
Elevat al rang de major general de milícies, Jackson va rebre l'encàrrec el desembre de 1812 de dirigir un cos de voluntaris pel Mississipi. En resistir-se a les ordres contradictòries i injustes d'un funcionari del govern central, es va guanyar l'afecte dels milicians. Va ser durant aquesta guerra quan sembla que es va guanyar el seu sobrenom Old hickory, en referència a la duresa de la fusta de noguera.
Durant la guerra Jackson utilitzà esclaus per lluitar i guanyar la batalla de Nova Orleans, després de la qual va pronunciar un discurs retractant les promeses d'alliberar els esclaus que van lluitar sota el seu comandament i va afegir: "Abans que un esclau meu sigui lliure, el posaria en un graner i el cremaria viu".
La seva difícil i perillosa campanya contra els indis Creek (1813) va acabar amb un cop d'estat que va marcar els annals militars de la Unió. Jackson va informar que els Creeks, refugiats a Florida, possessió espanyola, estan sent armats pel governador de Pensacola, violant de la seva neutralitat. Sense esperar l'autorització que demana al seu govern, Jackson entra a Florida. Pensacola és ocupat per la força; el governador espanyol, els indis i els anglesos són castigats i Jackson es retira.
El 1814 Jackson va dirigir la batalla de Horseshoe Bend, Alabama, on van morir 700 indis Creek i només va perdre 49 homes. Els Cherokees, atacant els Creeks per darrere, permeten que Jackson i els seus milicians guanyin aquesta batalla. Se signa un tractat de pau que dona accés als colons nord-americans a un territori de prop de 100.000 km².
A finals del mateix any, Jackson es trobava a Florida lluitant contra els  seminoles. Aquests agricultors van ocupar el nord de Florida a petició dels espanyols, per tal de protegir la colònia contra els Estats Units. També van acollir esclaus fugitius, esclaus que lluitaven al seu costat. Jackson va ser nomenat governador militar de l'estat el 1819, i el territori va ser cedit per Espanya el 1821 pel Tractat d'Adams-Onís, per una suma de diners força insignificant tenint en compte la mida de Florida, i sense la més mínima batalla amb els espanyols (que, és cert, estaven preocupats per les seves possessions tant a Amèrica del Sud com al Carib).

#### Batalla de Nova Orleans, al costat de Jean Lafitte
Finalment, el 13 de desembre de 1814, Jackson es trobava a Nova Orleans, Louisiana, per lluitar contra els britànics en l'última batalla de la Guerra anglo-americana de 1812-1815. No havent arribat la notícia de l'armistici signat la vigília de Nadal 1814 pel Tractat de Gant, la batalla va tenir lloc el 8 de gener de 1815 entre 8000 soldats i uns 4000 rustauds, una gran part dels quals eren partidaris del corsari-pirata Jean Lafitte que governava la regió del Carib. La victòria farà que Jackson sigui un heroi nacional; les pèrdues britàniques van ser de 386 morts, 1521 ferits i 552 desapareguts, mentre que les baixes nord-americanes van ser només de 55 morts, 185 ferits i 93 desapareguts.
És el moment en què el ressentiment contra Anglaterra es manté fort i la temptació d'anar cap a Mèxic, per poblar nous territoris, cada cop més vius. El govern dona llum verda a la Colònia de la Vinya i de l'Oliva, una vasta empresa colonial que en realitat cultiva cotó i abasta 370 km de terra verge, fundada per centenars de pagesos francesos de Saint-Domingue, en el que no és encara l'estat d'Alabama però sí el vast territori de Louisiana, recomprat a la França napoleònica el 1803. Aquest sector es va convertir en un lloc destacat en la història del cultiu del cotó.

#### Davant la magistratura suprema

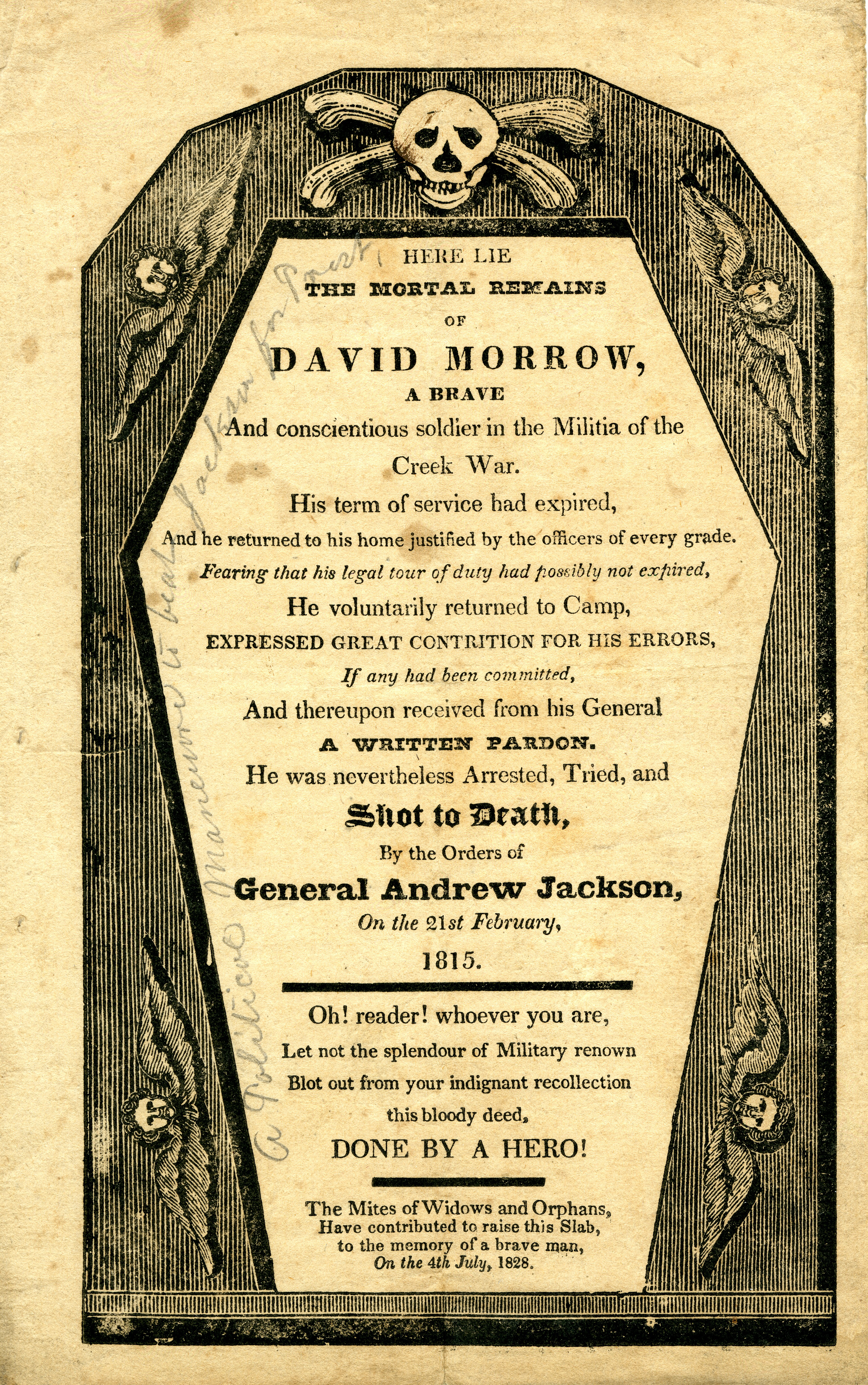
Cartell electoral contra Andrew Jackson, 1828.

El 17 de juliol de 1821, Jackson va ser elegit governador de Florida. Es va retirar de nou al camp, i després d'haver-hi passat catorze anys més, com a pagès, va ser elevat pels vots dels seus conciutadans a la magistratura suprema el 4 de març de 1829.
Es va presentar a les eleccions presidencials de 1824, i durant i després de les eleccions, el Partit Demòcrata-Republicà es va dividir entre partidaris i opositors de la democràcia jacksoniana, donant lloc al segon sistema de partits. Jackson va obtenir més vots populars i vots dels electors que els seus competidors, però no va tenir la majoria absoluta, i va ser una votació de la Cambra de Representants que va donar la presidència a John Quincy Adams. Aquest fet va provocar una escissió dins del Partit Demòcrata-Republicà (els tres presidents anteriors: Thomas Jefferson, James Madison i James Monroe van ser extrets de les seves files). Els partidaris de John Quincy Adams van fundar el Partit Republicà Nacional mentre que els partidaris de Jackson van fundar l'actual Partit Demòcrata dels Estats Units.
Jackson es va tornar a presentar el 1828 i aquesta vegada va guanyar les eleccions amb una majoria substancial. És el primer president elegit per sufragi universal que acaba d'instal·lar-se en un gran nombre d'estats i la seva reputació d'home de poble i caçador d'indis no li és aliena. Pertany a la maçoneria.
Fomenta la formació de grups de vigilants per vetllar pels esclaus i matar-los en cas de rebel·lió. Ell mateix en posseïa.

## Presidència

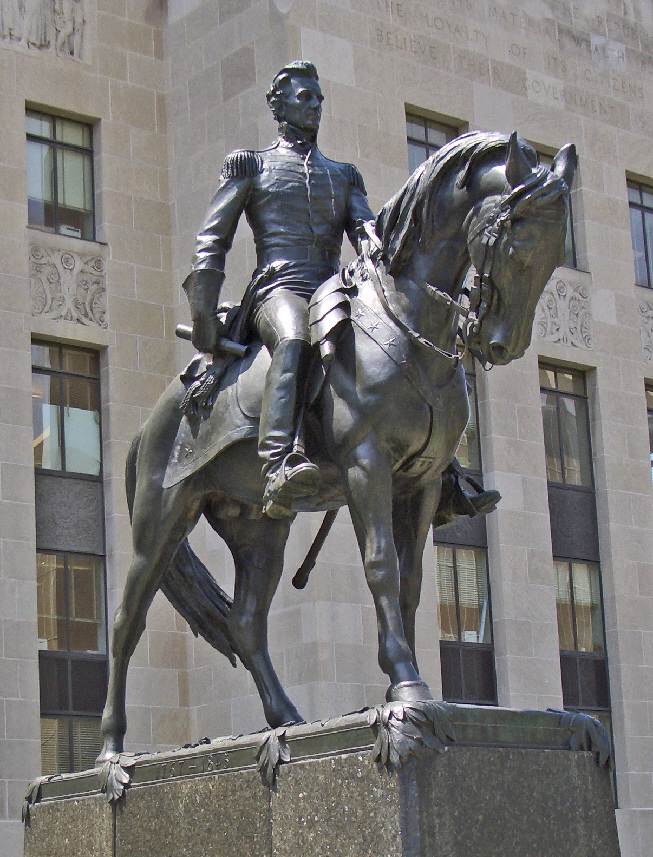
Estàtua d'Andrew Jackson a Kansas City (Missouri)

Va ser el primer president triat per sufragi universal i que no va pertànyer al cercle de polítics que van participar en la guerra d'independència ni en la redacció de la constitució. És un dels grans ídols de la història del seu país per haver fet concloure eficaçment la guerra de 1812 (Batalla de Nova Orleans), que va enfrontar per segona vegada als EUA amb el Regne Unit, haver conquistat la península de Florida als espanyols el 1817 (durant l'administració del president James Monroe) i haver dirigit les guerres índies contra les tribus Creek, Seminola i Cherokee, que van tenir com a objectiu empènyer-les més a l'oest per a permetre als blancs establir-se fins al Mississipi (Se li atribueix per això últim, la frase «l'únic indi bo és l'indi mort»). El 1837 Jackson també va reconèixer la nova República de Texas que poc abans havia pertangut a Mèxic.
Cultivà el mite de ser el primer president d'origen humil, i va projectar la imatge de defensor de l'home comú, tot i que fou un ric terratinent esclavista iniciant la democràcia Jacksoniana. Les seves diferències amb el Banc Nacional i el seu discurs demagògic connectaren amb en la suspicàcia del poble davant l'ambició de polítics, banquers i inversionistes estrangers, va dur que desconfiessin de les notes bancàries, i exigir que es pagués amb monedes d'or o plata.
Jackson va ampliar el sufragi posant fi als requisits de propietat que impedien votar als petits propietaris, principalment agricultors blancs. Aquests nous votants tenien la preocupació primordial d'adquirir les terres que estaven disponibles per explotar-los una vegada que Jackson va utilitzar l'exèrcit per expulsar els nadius americans a l'oest del Mississipí i prendre'ls les seves terres. Les campanyes de Jackson van elogiar els grangers rurals mentre ridiculitzaven els votants de les grans ciutats.
Alguns canvis que es van introduir durant aquest període de la història dels Estats Units van ser: l'amenaça de nul·litat i secessió dels estats i la renovació de la cèdula del Banc Nacional. La neteja ètnica i expulsió dels natius americans cap a l'oest fou també un dels assumptes més importants de l'era de Jackson.

### Biografies
- Brands, H. W.. Andrew Jackson: His Life and Times.  New York, NY: Knopf Doubleday Publishing Group, 2005. ISBN 978-1-4000-3072-9. OCLC 1285478081.
- Brown, David S. The First Populist: The Defiant Life of Andrew Jackson.  New York, NY: Simon & Schuster, 2022. ISBN 978-1-9821-9109-2. OCLC 1303813425.
- Latner, Richard B. «Andrew Jackson». A: The Presidents: A Reference History.  New York, NY: Charles Scribner's Sons, 2002, p. 106–127. ISBN 978-0-684-31226-2. OCLC 49029341.
- Meacham, Jon. American Lion: Andrew Jackson in the White House.  New York, NY: Random House Publishing Group, 2008. ISBN 978-0-8129-7346-4. OCLC 1145796050.
- Remini, Robert V. Andrew Jackson and the Course of American Empire, 1767–1821.  New York, NY: Harper & Row Publishers, Inc., 1977. ISBN 978-0-8018-5912-0. OCLC 1145801830.
- Remini, Robert V. Andrew Jackson and the Course of American Freedom, 1822–1832.  New York, NY: Harper & Row Publishers, Inc., 1981. ISBN 978-0-8018-5913-7. OCLC 1145807972.
- Remini, Robert V. Andrew Jackson and the Course of American Democracy, 1833–1845.  New York, NY: Harper & Row Publishers, Inc., 1984. ISBN 978-0-8018-5913-7. OCLC 1285459723.
- Wilentz, Sean. Andrew Jackson.  New York, NY: Henry Holt and Company, 2005. ISBN 978-0-8050-6925-9. OCLC 863515036.

### Llibres
- Adams, Sean P. «Introduction: The President and his Era». A: A Companion to the Era of Andrew Jackson.  Wiley, 2013, p. 1–11. ISBN 9781444335415. OCLC 1152040405.

- Aptheker, Herbert. «The Turner Cataclysm and Some Repercussions». A: American Negro Slave Revolts.  International Publishers, 1974, p. 293–394. ISBN 9780717800032. OCLC 1028031914.

- Baptist, Edward E. The Half has Never Been Told: Slavery and the Making of American Capitalism.  New York, NY: Basic Books, 2016. ISBN 978-0-465-00296-2. OCLC 1302085747.

- Booraem, Hendrik. Young Hickory: The Making of Andrew Jackson.  Lanham, MD: Taylor Trade Publishing, 2001. ISBN 978-0-8783-3263-2.

- Boller, Paul F. Jr.. Presidential Campaigns: From George Washington to George W. Bush.  New York, NY: Oxford University Press, 2004. ISBN 978-0-19516-716-0. OCLC 1285570008.

- Borneman, Walter R. Polk: The Man Who Transformed the Presidency and America.  New York, NY: Random House, 2008. ISBN 978-1-4000-6560-8. OCLC 1150943134.

- Brands, Henry W. Traitor to his Class: The Privileged Life and radical Presidency of Franklin Delano Roosevelt.  Doubleday, 2008. ISBN 9780385519588. OCLC 759509803.

- Breen, Patrick H. The Land Shall be Deluged in Blood: A New History of the Nat Turner Revolt.  Oxford University Press, 2015. ISBN 9780199828005. OCLC 929856251.

- Burstein, Andrew. The Passions of Andrew Jackson.  Knopf, 2003. ISBN 0375714049. OCLC 1225864865.

- Cheathem, Mark R. «"The Shape of Democracy": Historical Interpretations of Jacksonian Democracy». A: Interpreting American History: The Age of Andrew Jackson..  Kent State University Press, 2013, p. 1–21. ISBN 9781606350980. OCLC 700709151.

- Cheathem, Mark R. Andrew Jackson: Southerner.  LSU Press, 2014a. ISBN 9780807151006. OCLC 858995561.

- The Old Southwest, 1765–1830: Frontiers in conflict.  University of Oklahoma Press, 1996. ISBN 9780806128368. OCLC 1285743152.

- Durham, Walter T. Before Tennessee: the Southwest Territory, 1790–1796: a narrative history of the Territory of the United States South of the River Ohio.  Piney Flats, TN: Rocky Mount Historical Association, 1990. ISBN 978-0-9678-3071-1.

- Ellis, Richard E. «Andrew Jackson:1829-1837». A: Responses of the Presidents to Charges of Misconduct.  Dell, 1974, p. 51–656. OCLC 1036817744.

- Ellis, Richard E. The Union at Risk: Jacksonian Democracy, States' Rights, and the Nullification Crisis.  Oxford University Press, 1989. ISBN 9780195345155. OCLC 655900280.

- Feerick, John D.. From Failing Hands: the Story of Presidential Succession.  New York City: Fordham University Press, 1965.

- Fish, Carl R. The Rise of the Common Man 1830–1850..  MacMillian, 1927. OCLC 1151151619.

- Freehling, William. Prelude to Civil War: The Nullification Controversy in South Carolina, 1816–1836.  Oxford: Oxford University Press, 1966. ISBN 9780195076813. OCLC 1151067281.

- Garrison, Tim Allen. The Legal Ideology of Removal: The Southern Judiciary and the Sovereignty of Native American Nations.  Athens, GA: University of Georgia Press, 2002. ISBN 978-0-8203-3417-2. OCLC 53956489.

- Gatell, Frank Otto. The Jacksonians and the Money Power.  Chicago, Rand McNally, 1967. OCLC 651767466.

- Gilo-Whitaker, Dina. As Long as Grass Grows: The Indigenous Fight for Environmental Justice, from Colonization to Standing Rock.  Beacon Press, 2019. ISBN 9780807073780. OCLC 1044542033.

- Greeley, Horace. The American Conflict: A History of the Great Rebellion in the United States of America, 1860-64. It's Causes, Incidents and Results.  O. D. Case and Company, 1864.

- Gullan, Harold I. «Dramatic Departure: Andrew Jackson Sr., Abraham Van Buren». A: First fathers: the men who inspired our Presidents.  Hoboken, NJ: John Wiley & Sons, 2004. ISBN 978-0-471-46597-3. OCLC 53090968.

- Hammond, Bray. Banks and Politics in America from the Revolution to the Civil War.  Princeton, NJ: Princeton University Press, 1957. OCLC 1147712456.

- Hickey, Donald R. The War of 1812: A Forgotten Conflict.  University of Illinois Press, 1989. ISBN 0252060598. OCLC 1036973138.

- Howe, Daniel Walker. What Hath God Wrought: the Transformation of America, 1815–1848.  Oxford, NY: Oxford University Press, 2007. ISBN 978-0-19-974379-7. OCLC 646814186.

- Kakel, Carroll. The American West and the Nazi East: A Comparative and Interpretive Perspective.  Palgrave Macmillan, 2011. ISBN 9780230307063. OCLC 743799760.

- Lane, Carl. A Nation Wholly Free: The Elimination of the National Debt in the Age of Jackson.  Westholme, 2014. ISBN 9781594162091. OCLC 1150853554.

- Exploring American History: From Colonial Times to 1877.  Nova York: Marshall Cavendish, 2008. ISBN 978-0-7614-7758-7.

- Lynn, John A.. Another Kind of War: The Nature and History of Terrorism.  Yale University Press, 2019. ISBN 9780300189988. OCLC 1107042059.

- Mahon, John K. «The Treaty of Moultrie Creek, 1823». The Florida Historical Quarterly, 4, 1962, pàg. 350–372. JSTOR: 30139875.

- Marszalek, John F. The Petticoat Affair: Manners, Mutiny, and Sex in Andrew Jackson's White House.  Free Press, 1997. ISBN 0684828014. OCLC 36767691.

- McCormick, Richard p. «William Henry Harrison and John Tyler». A: The Presidents: A Reference History.  New York, NY: Charles Scribner's Sons, 2002, p. 106–127. ISBN 978-0-684-31226-2. OCLC 49029341.

- McGrane, Reginald C. The Panic of 1837.  University of Chicago Press, 1965. OCLC 1150938709.

- Meyers, Marvin. The Jacksonian Persuasion: Politics & Belief.  Vintage Books, 1960. OCLC 1035884705.

- Missall, John; Missall, Mary Lou. The Seminole Wars: America's Longest Indian Conflict.  University Press of Florida, 2004. ISBN 0813027152. OCLC 1256504949.

- The Papers of Andrew Jackson, Volume II, 1804–1813.  University of Tennessee Press, 1984 [Consulta: 25 maig 2022].

- The Papers of Andrew Jackson, Volume III, 1814–1815.  University of Tennessee Press, 1991, p. 35 [Consulta: 25 maig 2022]. «I have not heard whether Genl Coffee has taken on to him little Lyncoya-I have got another Pett-given to me by the chief Jame Fife,... [The Indian children were probably Theodore and Charley.]»*

- Murphy, Sharon A. «The Myth and Reality of andrew Jackson's Rise in the Election of 1824». A: A Companion to the Era of Andrew Jackson.  Wiley, 2013, p. 260–279. ISBN 9781444335415. OCLC 1152040405.

- Nester, William R. The Age of Jackson and the Art of Power.  Potomac Books, 2013. ISBN 9781612346052. OCLC 857769985.

- Niven, John. John C. Calhoun and the Price of Union: A Biography.  Baton Rouge, LA: LSU Press, 1988. ISBN 978-0-8071-1858-0. OCLC 1035889000.

- Nowlan, Robert A. The American Presidents, Washington to Tyler.  Jefferson, NC: McFarland Publishing, 2012. ISBN 978-0-7864-6336-7. OCLC 692291434.

- Ogg, Frederic Austin. The Reign of Andrew Jackson; Vol. 20, Chronicles of America Series.  New Haven, CT: Yale University Press, 1919. OCLC 928924919.

- Olson, James Stuart. Encyclopedia of the Industrial Revolution in America.  Westport, CT: Greenwood Press, 2002. ISBN 978-0-313-30830-7. OCLC 1033573148.

- Owsley, Frank Lawrence Jr. Struggle for the Gulf Borderlands: The Creek War and the Battle of New Orleans, 1812-1815.  University Presses of Florida, 1981. ISBN 0813006627. OCLC 1151350587.

- Ostler, Jeffrey. Surviving Genocide.  Yale University Press, 2019. ISBN 978-0-300-24526-4. OCLC 1099434736.

- Parins, James W.; Littlefield, Daniel F. «Introduction». A: Encyclopedia of American Indian Removal [2 Volumes].  ABC-CLIO, 2011. ISBN 9780313360428. OCLC 720586004.

- Remini, Robert V. The Legacy of Andrew Jackson: Essays on Democracy, Indian Removal, and Slavery.  Louisiana State University Press, 1990. ISBN 9780807116425. OCLC 1200479832.

- Rogin, Michael P. Fathers and Children: Andrew Jackson and the Subjugation of the American Indian.  Knopf, 1975. ISBN 0394482042. OCLC 1034678255.

- Sabato, Larry; O'Connor, Karen. American Government: Continuity and Change.  Nova York: Pearson Longman, 2002. ISBN 978-0-321-31711-7. OCLC 1028046888.

- Satz, Ronald N. American Indian Policy in the Jacksonian Era.  University of Nebraska, 1974. ISBN 9780803208230.

- Schlesinger, Arthur M. Jr.. The Age of Jackson.  Little, Brown and Company, 1945. ISBN 9780316773430. OCLC 1024176654.

- Schwartz, Bernard. A History of the Supreme Court.  New York, NY: Oxford University Press, 1993. ISBN 978-0-19-509387-2. OCLC 1035668728.

- Temin, Peter. Jacksonian Economy.  Norton, 1969. OCLC 1150111725.

- Turner, Frederick Jackson. The Frontier in American History.  Henry Holt, 1920. OCLC 1045610195.

- Unger, Harlow G. John Quincy Adams.  De Capo, 2012. ISBN 9780306822650. OCLC 1035758771.

- Van Deusen, Glyndon G. The Jacksonian Era, 1828-1848.  Harper & Row, 1963. ISBN 9780061330285. OCLC 1176180758.

- Wallace, Anthony F. C.. The Long, Bitter Trail: Andrew Jackson and the Indians.  Hill and Wang, 1993. ISBN 9780809066315. OCLC 1150209732.

- Ward, John. W.. «The Age of the Common Man». A: The Reconstruction of American History.  Hutchison, 1962, p. 82–97. OCLC 1151080132.